# ناجح محمد خليل الراوي
الأستاذ الدكتور ناجح محمد خليل الراوي هو أكاديمي عراقي ولد في راوة بمحافظة الأنبار عام 1935.

## سيرته العلمية
أنهى الدراسة الابتدائية في راوة عام 1947، وأكمل الدراسة المتوسطة والثانوية في عانة عام 1952.
سافر إلى المملكة المتحدة في البعثة العلمية لوزراة الإعمار فالتحق بجامعة ويلز فحصل على درجة البكلوريوس في الهندسة المدنية عام 1957.
عمل مهندسا في مركز أبحاث الأسكان ـ وزارة الإسكان للفترة 1959 ـ 1961.
حاز على درجة الماجستير في الهندسة المدنية ـ هندسة الطرق من جامعة بيردو في ولاية إنديانا في الولايات المتحدة الأمريكية عام 1963، ثم أكمل دراسته العليا
في جامعة ولاية أوكلاهوما في ولاية أوكلاهوما في الولايات المتحدة الأمريكية فنال شهادة الدكتوراه باختصاص تثبيت التربة.
عمل مدرسا في جامعة بغداد عام 1967، وأستاذا مساعدا فيها عام 1971، وأستاذا عاما عام 1981 وأستاذا متمرسا عام 1990. وقد أشرف على عدد من رسائل الدراسات العليا في جامعة بغداد.
تدرج في المواقع الأدارية الأكاديمية فأصبح عميدا لمعهد الهندسة الصناعية العالي ـ جامعة بغداد عامي 1968 ـ 1969، ورئيسا لمهندسي جامعة بغداد ـ وكالة، وعميدا لكلية الصناعة جامعة بغداد ( الجامعة التكنلوجية حاليا) عامي 1969 ـ 1970، وعضوا في مكتب الشؤون التربوية لمجلس قيادة الثورة عام 1973 ـ 1974.
شغل منصب عضو في مجلس التعليم العالي للأعوام 1970 ـ 1974 وعضو مجلس وزارة التعليم العالي والبحث العلمي للفترة 1979 ـ 1985، وعضو مجلس أمناء الجامعة المستنصرية من عام 1970 ـ 1974، وعضو مجلس أمناء جامعة الخليج العربي في البحرين من عام 1986 ـ 1989، وعضو في مجلس أمناء كلية نقابة المعلمين الجامعة ( كلية المأمون الجامعة حاليا ) عام 1990 ـ 1996.

## المناصب
عمل وكيلاً لوزارة البلديات عام 1974، ووكيلا لوزارة الأشغال والإسكان عام 1974 ـ 1977، وشغل منصب الصناعة عام 1977 ـ 1978، وأصبح رئيسا لمجلس البحث العلمي بدرجة وزير في عام 1980 حتى عام 1989.
ومن المناصب التي عمل فيها:
- عضو مجلس إدارة شركة الحرير الصناعي للفترة 1968 ـ 1970
- عضو مجلس إدارة شركة الحرير الناعم للفترة 1968 ـ 1970
- عضو مجلس إدارة شركة المعادن الوطنية للفترة 1970 ـ 1974
- عضو مجلس إدارة المجلس القومي والتصاميم الهندسية والمعمارية للفترة 1970 ـ 1974

كما شغل منصب التالية أيضا:
- نقيب المهندسين (1969 ـ 1971)،[1][2]
- نقيب المعلمين العراقيين عام 1970 ـ 1974 و1979 ـ 1984[1]
- رئيس اتحاد المعلمين العرب عام 1983 ـ 1986[1]
- رئيس مجلس البحث العلمي في العراق (1980-1989) وبدرجة وزير.[3]
- رئيس المجمع العلمي العراقي للفترة 1996 – 2000، فخلفه الدكتور أحمد مطلوب.[2] وحاليا هو عضو في الهيئة العامة للمجمع العلمي العراقي.[4]

ترأس عددا من اللجان الوطنية منها:
- اللجنة الوطنية لنقل التكنولوجيا للفترة 1984 ـ 1989
- اللجنة الوطنية للإنسان والمحيط الحيوي للفترة 1980 ـ 1989
- اللجنة الوطنية للمطابقة الجيولوجية للفترة 1980 ـ 1989
- اللجنة الوطنية للكاست عرب عام 1980 ـ 1989
- اللجنة الوطنية للجيوفيزياء والجيودييسيا للفترة 1982 ـ 1989

ومن العضويات التي انتسب إليها:
- عضو مؤسس للأكاديمية الإسلامية للعلوم في الأردن عام 1986
- عضو جمعية المهندسين الأمريكية عام 1967
- عضو جمعية المهندسين العراقية عام 1959
- عضو جمعية سغما زاي الأمريكية عام 1967
- عضو الهيئة الإدارية لاتحاد المعلمين العالمي للأعوام 1973 ـ 1974، 1979 ـ 1982
- عضو في هيئة تحرير مجلة الخليج العربي للبحوث العلمية (مكتب التربية العربي لدول الخليج) في الرياض عام 1988
- رئيس تحرير مجلة الأجيال ومجلة دراسات للأجيال 1979 ـ 1982
- عضو هيئة تحرير مجلة الأكاديمية الإسلامية للعلوم
- رئيس الجمعية الصداقة العراقية ـ السوفيتية للفترة 1977 ـ 1988
- نائب رئيس اتحاد جمعيات الصداقة العراقية مع الشعوب 1987 ـ 1988

كما ترأس وفد العراق إلى المؤتمر الأسلامي للعلوم والتكنولوجيا في إسلام آباد عام 1986. كما ترأس أجتماع وزراء الصناعة العرب عام 1977 واجتماعات مجلس اتحاد مجالس البحث العلمي العربية للفترة 1984 ـ1989.
حصل على شارة حزب البعث العربي الاشتراكي عام 1984 ووسام الأستحقاق العالي في أم المعارك عام 1993.

## مؤلفاته
- آراء في العلم والتكنولوجيا[5]